# Costruzione Automobili Intermeccanica
Costruzione Automobili Intermeccanica war ein italienischer Hersteller von Automobilen.

## Unternehmensgeschichte
Frank Reisner und seine Frau Paula gründeten 1959 das Unternehmen North-East Engineering Company in Turin. Später wurde es in Costruzione Automobili Intermeccanica umbenannt. Als Markenname wurde Intermeccanica gewählt. Zunächst fertigten sie Fahrzeugtuningsätze. 1960 begann die Produktion von Automobilen. Der Markenname lautete zunächst IMP für ein Modell. Danach entwickelte Intermeccanica Fahrzeuge für andere Hersteller und lieferte sie teilmontiert aus, wobei die Entfernung zwischen Italien und den US-amerikanischen Partnern oft ein Problem war. 1967 begann die Vermarktung als Intermeccanica. Ab 1973 liefen die Geschäfte schlecht. Am 25. Dezember 1974 wurde das Unternehmen aufgelöst.
Die Familie Reisner wechselte in die USA und gründete dort Automobili Intermeccanica.

## Fahrzeuge

### Formel-Junior-Rennwagen
1960 entstand das erste komplette Fahrzeug von Intermeccanica. Es war ein Formel-Junior-Rennwagen mit einem modifizierten Peugeot-Motor. Er stand hinter dem Fahrer vor der Hinterachse. Der Hubraum wurde mit Laufbuchsen und kleineren Kolben auf 1,1 l verringert. Das Getriebe kam von Fiat (Fiat verwendete diesen Typ im Fiat 600), wurde aber wegen des  Mittelmotors umgekehrt eingebaut, also mit der Kupplungsglocke nach vorne und der Oberseite nach unten.

### IMP 700 GT

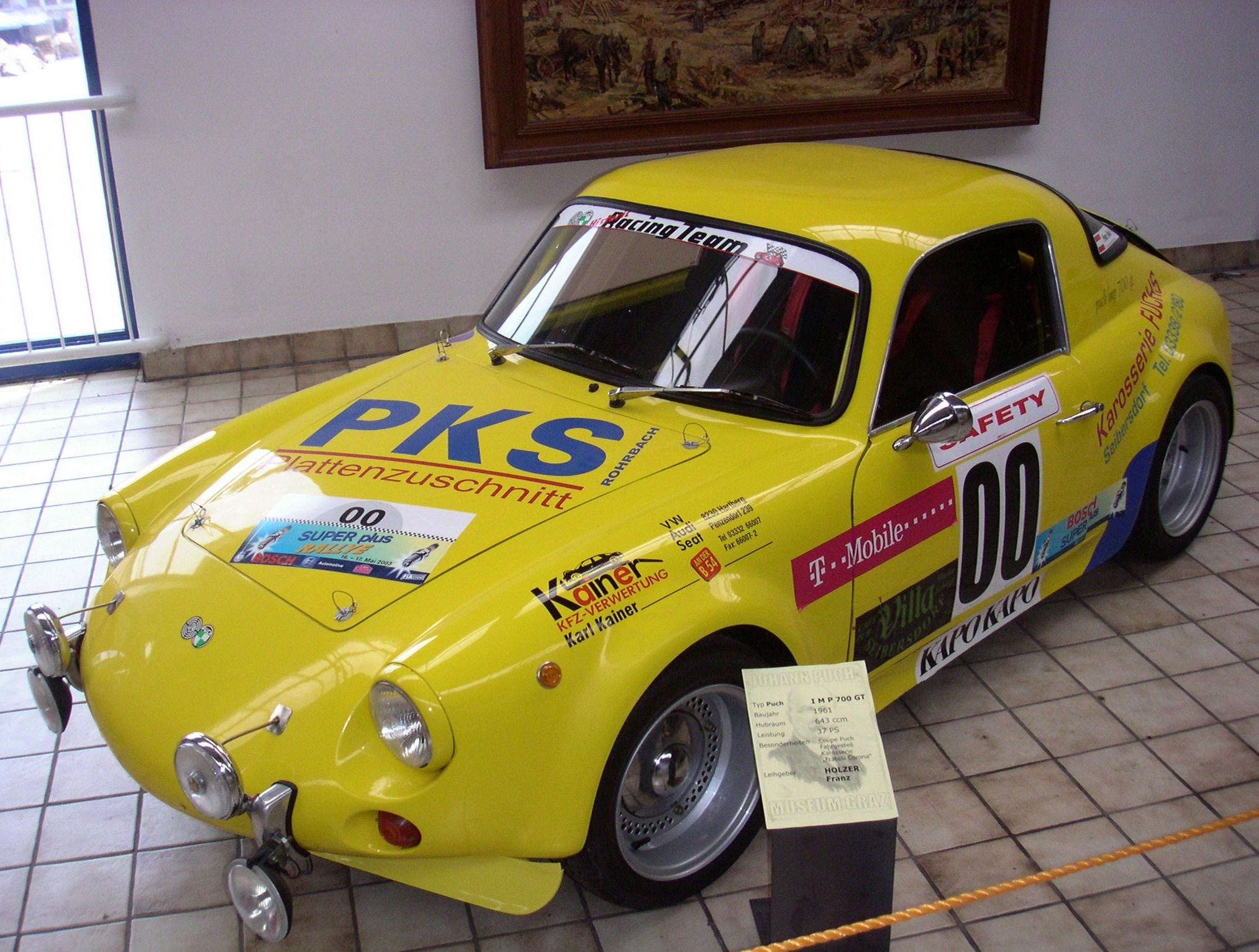
Intermeccanica IMP 700 GT

Der IMP 700 GT war Intermeccanicas erstes Straßenfahrzeug. Er ist ein kleiner zweisitziger Sportwagen, der 1961 und 1962 gebaut wurde. Der Name Imp (deutsch: Kobold) ist ein Akronym für Intermeccanica Puch. Konzeptionell lehnte sich Intermeccanica bei diesem Kleinwagen an den Abarth 750 GT Zagato an, der 1956 vorgestellt worden war und seit 1957 in Serie produziert wurde. Während der Abarth auf Fiat-Komponenten aufbaut, basiert der IMP 700 GT auf technischen Komponenten des österreichischen Kleinwagens Puch 500, hat aber einen getunten Motor und eine eigenständige Karosserie. Ein Zweizylinder-Boxermotor von Steyr Daimler Puch mit 80 mm Bohrung, 64 mm Hub und 645 cm³ Hubraum treibt die Fahrzeuge an. Die Leistung beträgt in der Serienausführung 40 PS. Die Karosserie des Imp besteht aus Aluminiumblechen. Ihre Form hatte Frank Reisner selbst entworfen; auch hier zeigt sich eine Ähnlichkeit mit dem Abarth 750 GT Zagato. Die Karosserien baute die Carrozzeria Fratelli Corna, die auch als Subunternehmer für Zagato tätig war. Der Imp 700 GT war im Motorsport erfolgreich. Von ihm entstanden insgesamt 21 Fahrzeuge.

### Apollo GT und Vetta Ventura

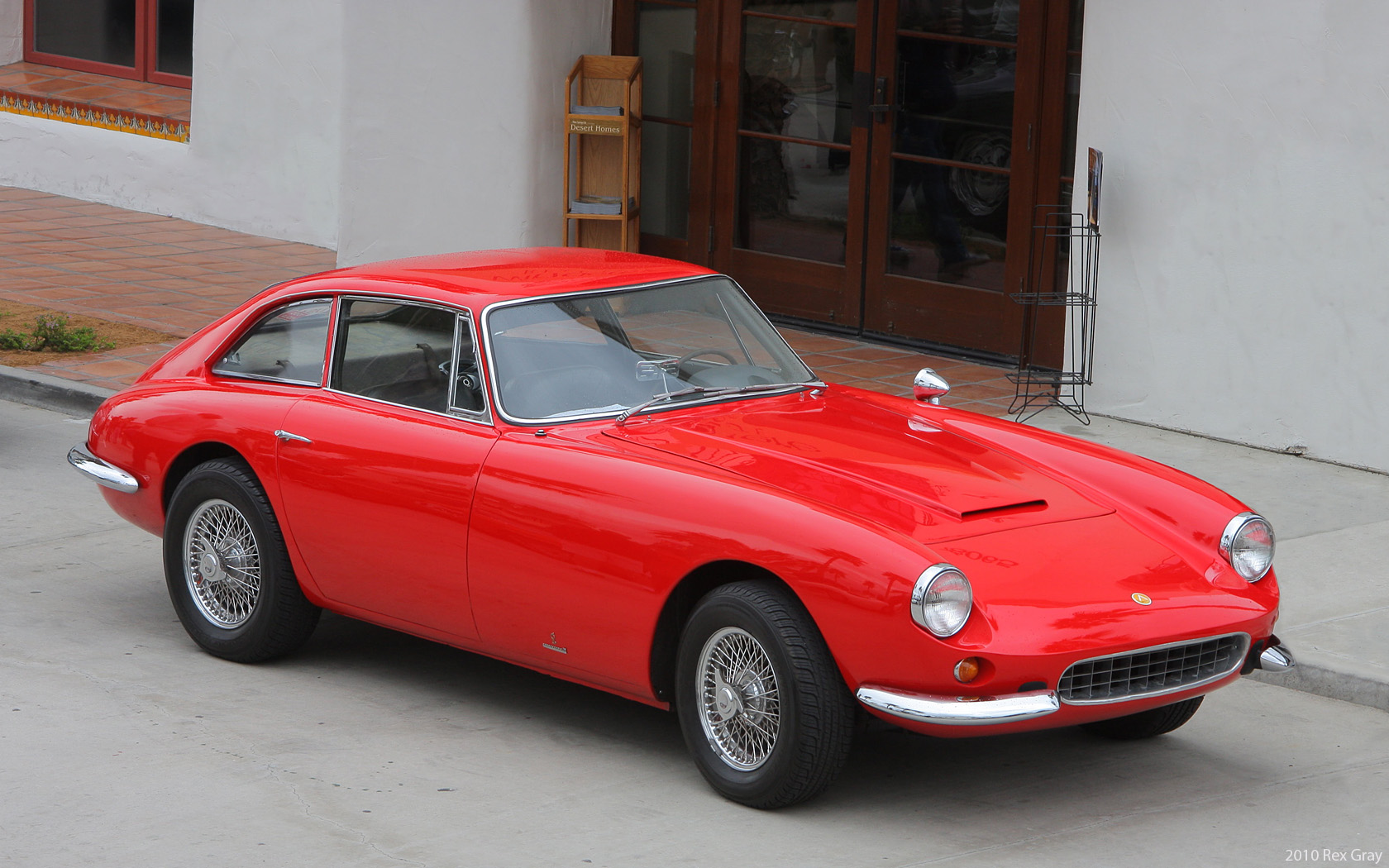
Apollo 5000 GT

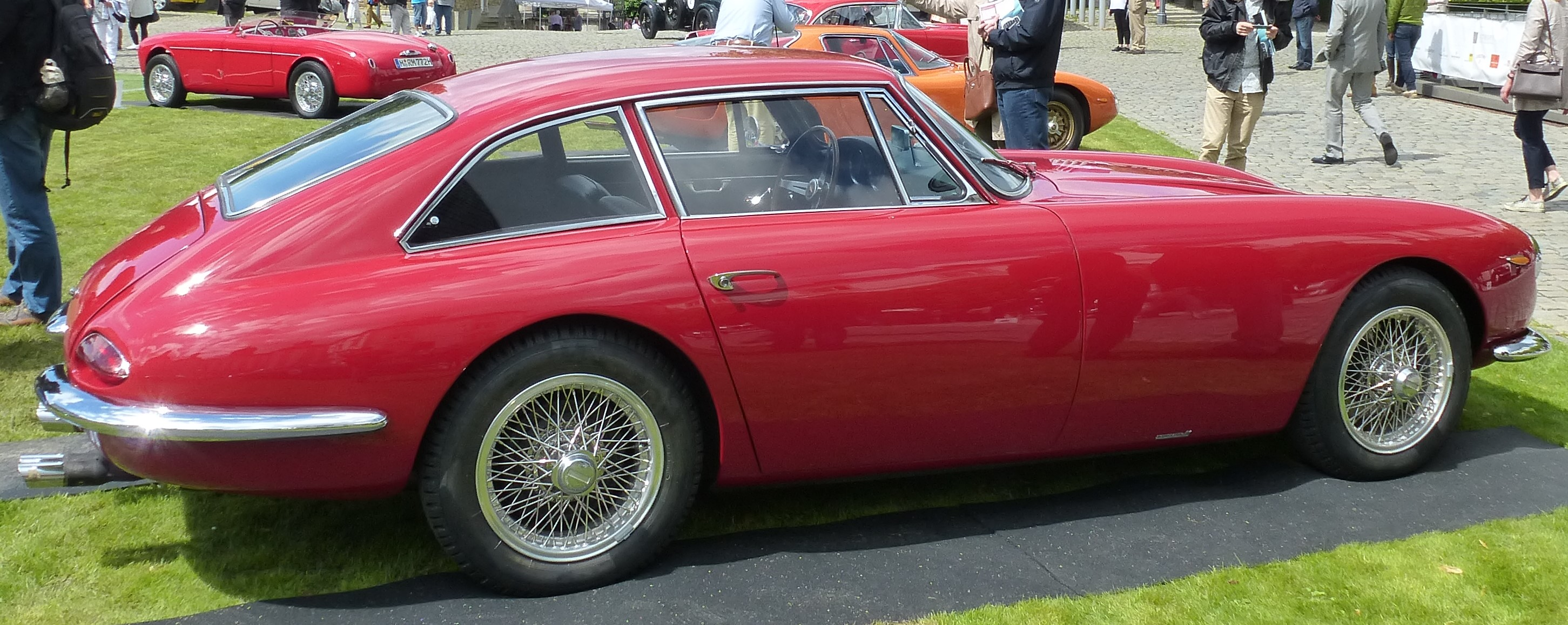
Vetta Ventura

Der Apollo GT ist ein zweisitziger Sportwagen, der in erster Linie für die Vermarktung in den USA konzipiert wurde. Er hat eine von Ron Plascia und Franco Scaglione entworfene Karosserie und einen Achtzylinder-V-Motor der GM-Marke Buick mit 3,5 Litern (Apollo 3500 GT) oder mit 5,0 Litern Hubraum (Apollo 5000 GT). Das Serienmodell war ein zweisitziges Schrägheckcoupé; daneben entstanden wenige Exemplare als Cabriolet und ein Einzelstück als 2+2-sitziges Coupé. Intermeccanica organisierte den Bau der Autos in Italien unter Einbindung zahlreicher Subunternehmer. Die Karosserie wurde von unterschiedlichen Betrieben gefertigt. Nachdem Corna den Prototyp gebaut hatte, entstanden die ersten Serienkarosserien bei Sargiotto, bevor Intermeccanica den Auftrag im Sommer 1964 – möglicherweise aus Qualitätsgründen – an Grosso e Vece gab. Die Komplettierung der  meisten Autos übernahm der Turiner Spezialbetrieb Carbondio.
Die fertigen Autos wurden in die USA geliefert, wo Motoren und Getriebe eingebaut wurden. Auftraggeber war zunächst International Motor Cars (IMC) aus Oakland, Kalifornien. Nachdem IMC im Herbst 1964 zahlungsunfähig geworden war, übernahm Vanguard Motors Corporation aus Dallas, Texas, das Projekt. Vanguard verkaufte die äußerlich und technisch unveränderten Autos im Laufe des Jahres 1965 als Vetta Ventura. Parallel dazu gründete Robert Stevens in Pasadena, Kalifornien, 1965 das Unternehmen Apollo International Corporation, das den gleichen Wagen wiederum als Apollo GT anbot. Apollo International stellte den Betrieb bereits nach wenigen Monaten wieder ein.
Alle Apollo GT und Vetta Ventura zusammengenommen, entstanden je nach Quelle entweder 88 oder 89 Fahrzeuge. Überliefert sind 77 zweisitzige Coupés, ein Coupé mit 2 + 2 Sitzen und 11 Cabriolets. Die Zuordnung zu den einzelnen Vertriebsunternehmen ist allerdings uneinheitlich. Einer Markenmonografie aus dem Jahr 2010 zufolge produzierte Intermeccanica insgesamt 39 Autos für IMC (1963 und 1964), 8 Autos für Apollo International (1965) und 42 für Vanguard (Vetta Ventura, 1965). Nach anderen Quellen erhielt Apollo International im Jahr 1965 etwa 14 Autos und Vanguard Motors nur 19 Autos von Intermeccanica; in beiden Fällen seien nicht alle Autos komplettiert worden.

### Griffith und Omega

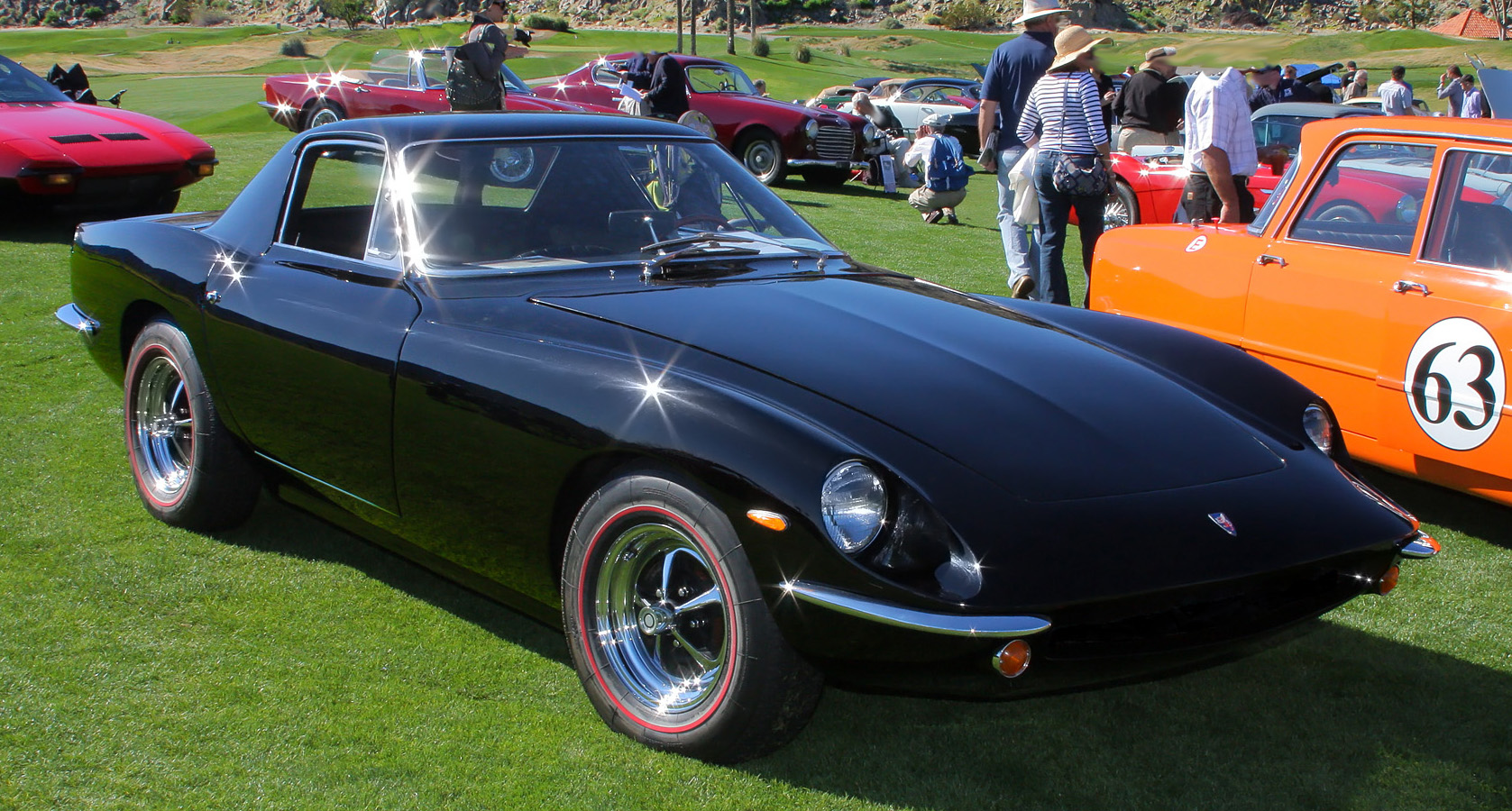
Griffith 600 von 1966

Nach dem Scheitern des Apollo-Projekts fand Intermeccanica 1965 in Griffith Motors einen neuen Partner für den amerikanischen Markt. Das in Long Island, New York, ansässige Unternehmen hatte seit 1962 britische TVR-Grantura-Sportwagen in die USA importiert und sie mit Achtzylindermotoren von Ford ausgestattet, um sie als Griffith 200 und 400 zu verkaufen. Nachdem TVR im Herbst 1965 zahlungsunfähig geworden war, sollte Intermeccanica die Rolle des Karosserielieferanten für Griffith einnehmen. Aus urheberrechtlichen Gründen kam eine Fortsetzung des Apollo-Projekts nicht in Betracht, sodass Intermeccanica für Griffith einen neuen Sportwagen entwickelte. Das Coupé erhielt die Modellbezeichnung Griffith 600. Während anfängliche Pläne die Verwendung von Ford-Motoren vorgesehen hatten, wechselte Griffith für die Serienfahrzeuge auf Achtzylindermotoren der Chrysler-Marke Plymouth. Die Zusammenarbeit von Intermeccanica und Griffith war auf die Fertigung von 1000 Autos ausgerichtet, tatsächlich entstanden aber nur sechs Griffith 600. Die Zahlungsunfähigkeit von Griffith Motors beendete das Projekt noch 1966.
Nach dem Zusammenbruch von Griffith Motors übernahm Steve Wilder das Projekt. Er vertrieb das Auto unter der Modellbezeichnung Omega GT. Hersteller war Suspensions International Corporation aus Charlotte, North Carolina. Äußerlich entsprach der Omega GT dem Griffith 600 vollständig; allerdings verwendete Omega die bereits in der Entwicklungsphase vorgesehenen Antriebskomponenten von Ford. Auch dieses Projekt endete vorzeitig. Im einzigen Produktionsjahr 1966 entstanden 33 Fahrzeuge.

### Intermeccanica Torino und Italia

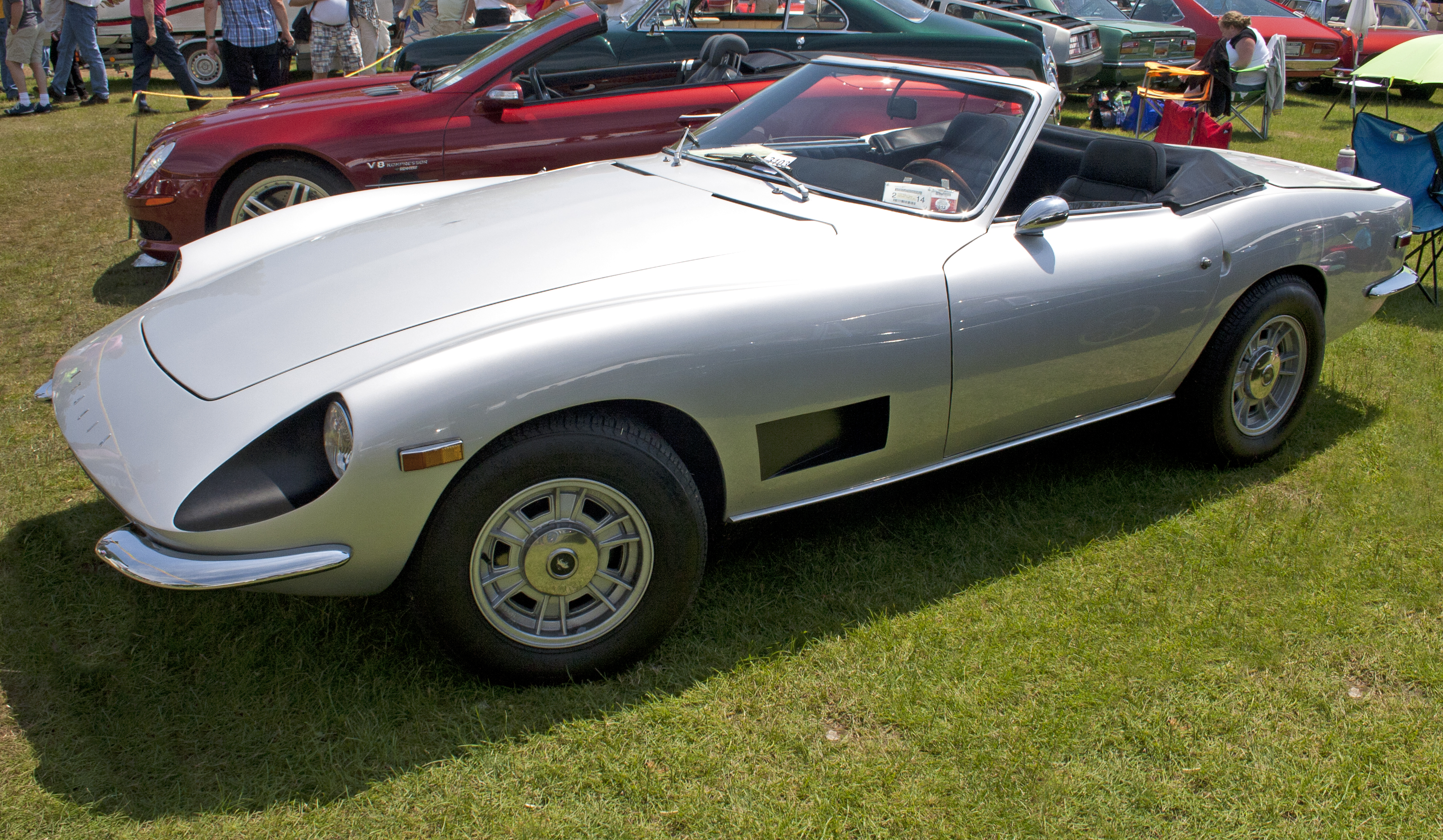
Intermeccanica Italia Spyder

Nach dem Scheitern des Omega-Projekts übernahm Intermeccanica den Vertrieb der Autos selbst. Der Sportwagen wurde in der Form, die er bereits als Omega erhalten hatte, weiterproduziert. Anfänglich vermarktete Reisner das Auto als Intermeccanica Torino. Im Oktober 1967 wurde es nach Einspruch des amerikanischen Ford-Konzerns, der sich den Begriff für einen eigenen Mittelklassewagen hatte schützen lassen, in Italia umbenannt. Italia und Torino waren sowohl als zweisitziges Coupé als auch als Spyder erhältlich. Die Produktion lief bis 1973. In dieser Zeit entstanden 97 Torino und 411 Italia. Der Intermeccanica Italia war anders als seine Vorgänger zeitweise auch regulär in Europa erhältlich. In Deutschland übernahm Erich Bitter den Vertrieb.

### Murena GT
Für Murena Motors aus New York City fertigte Intermeccanica den Murena GT. Dies war ein zweitüriger Kombi mit einem V8-Motor von Ford. Hiervon entstanden zwischen März 1969 und März 1971 zehn Fahrzeuge.

### Intermeccanica Indra
Nachfolger des Italia wurde der Intermeccanica Indra. Erich Bitter vertrieb die Fahrzeuge in Deutschland. Das Modell wurde zwischen März 1971 und Februar 1975 produziert.

### Intermeccanica Squire
In Zusammenarbeit mit Edward Felbin fertigte Intermeccanica ab 1973 den Squire, eine Nachbildung des Jaguar S.S.100. Auf einen Leiterrahmen wurde eine offene Karosserie aus glasfaserverstärktem Kunststoff montiert. Ein Sechszylindermotor vom Ford Maverick trieb die Fahrzeuge an. Hiervon entstanden 100 Fahrzeuge: 33 weiße, 32 gelbe, 30 rote und 5 grüne. Eine Hälfte hatte ein manuell geschaltetes Getriebe, die andere Hälfte Automatikgetriebe.

### Einzelstücke
1965 entstand auf der Basis eines Ford Mustang ein Kombi für J. Walter Thompson.
Auf Basis eines Chevrolet Corvair gab es 1966 den Phoenix für John Fitch & Co.
Im Juni 1971 entstand auf dem Fahrgestell einer Chevrolet Corvette die viertürige Limousine Centaur. Auftraggeber war ein Doktor Dean.

## Galerie

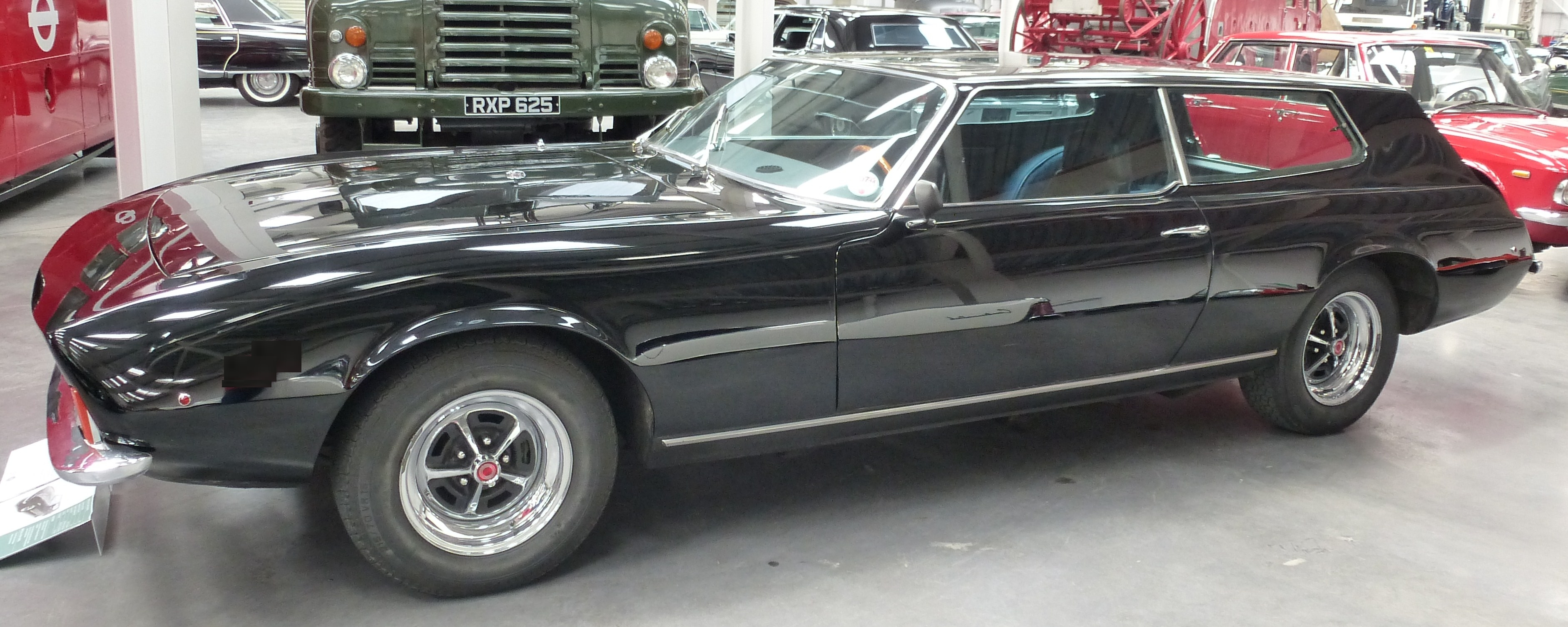
Murena GT von 1969
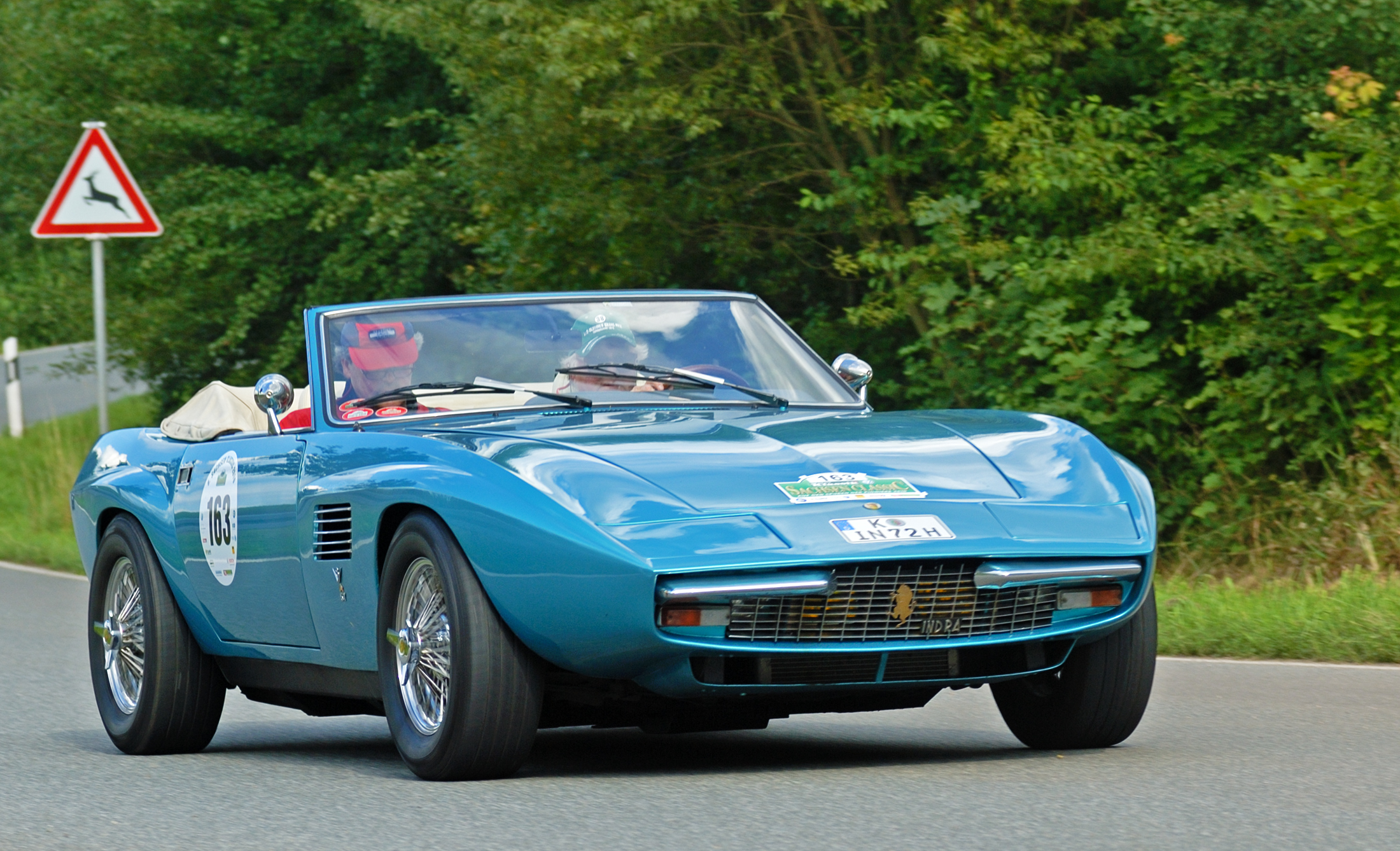
Intermeccanica Indra
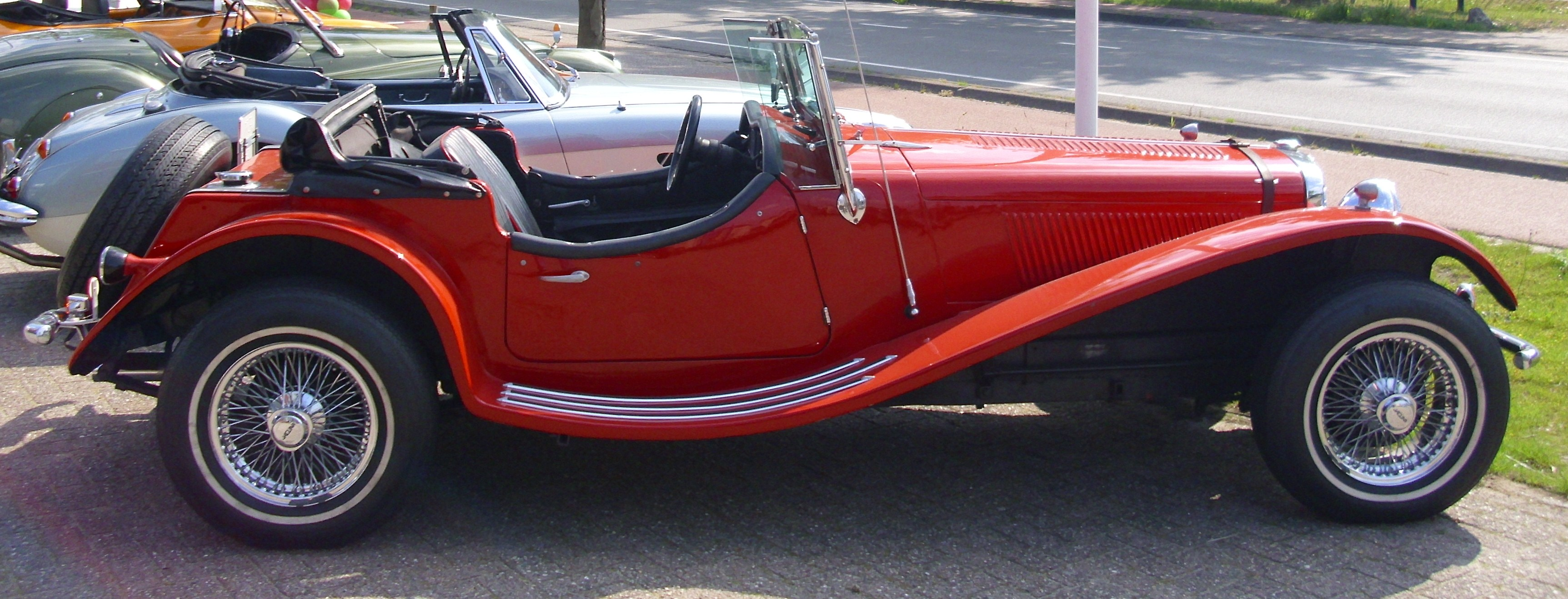
Intermeccanica Squire